# Z 4100
Les Z 4100 sont des automotrices électriques mises en service à partir de 1925 par la compagnie ferroviaire du Paris-Orléans pour la desserte de Paris Quai d’Orsay - Brétigny-sur-Orge - Étampes et Dourdan puis de Paris Quai d’Orsay - Orly.
À partir de 1966, ces automotrices très robustes sont progressivement affectées aux dépôts de la région Sud-Ouest de la SNCF, pour assurer des dessertes omnibus ou des navettes commerciales ou de service. Remplacées par des engins plus récents, plus véloces et plus confortables, les dernières cessent de circuler en 1986.

## Genèse de la série et description
En août 1921, le PO engage l’électrification en courant continu 1,5 kV par caténaire de la ligne Paris Quai d’Orsay - Orléans et de l'antenne Brétigny-Dourdan. Cet équipement
remplacera le 600 V par troisième rail qui équipe les voies "banlieue" jusqu'à Juvisy depuis 1900. 80 automotrices et 80 remorques conçues par le PO en liaison avec l'OCEM sont commandées, ainsi que 200 locomotives mixtes EBB 1 à 80, 101 à 180 et 201 à 240 pour les grandes lignes.
Les caisses sont entièrement métalliques et reposent sur deux bogies. Chaque face latérale présente deux portes doubles situées au-dessus des boggies et séparant trois compartiments de longueur et d’utilisations différentes (espaces voyageurs ou bagages ou postal). L’aspect général est proche du matériel conçu directement par l’OCEM. Trois tranches sont construites entre 1925 et 1937.

### Première tranche (1925-1927)
160 engins sont commandés pour cette première tranche. Il s’agit de
- 80 motrices ZC⁹Eyp 23101 à 23180
- 53 remorques C¹¹yfp 17001 à 17053
- 27 remorques ½ZA³B⁷yp 23501 à 23527 avec cabine de conduite.

Tout ce matériel présente le même aspect, rivets apparents, extrémités de caisses en biseau, la baie de cette travée de sièges étant divisée en deux parties égales pour suivre le dessin de la caisse. Les dossiers des sièges sont en contreplaqué verni et il n’y a pas de toilettes. Les portes sont battantes et s’effacent vers l’intérieur contre les cloisons et sièges des compartiments pour libérer totalement le passage. Les baies sont ouvrantes.
Sur les motrices, les bogies sont équipés de deux moteurs. Leur caisse comprend une cabine de conduite à une extrémité dans un compartiment à bagages, deux salles pour les voyageurs et, à l'autre extrémité, une petite loge de conduite utilisée seulement pour le service. Leur puissance continue est de 560 kW, atteignant 730 kW en puissance unihoraire. Elles mesurent 21,15 m de long pour une masse à vide en ordre de marche de 65 t. Les moteurs sont fabriqués par General Electric, les appareillages de commande utilisent la technologie mise au point par Sprague et Thomson-Houston. Les bogies sont étudiés et fabriqués par Schneider et le système de freinage fourni par Westinghouse. La fabrication des caisses est répartie entre la CIMT de Bordeaux et ANF à Blanc-Misseron (communes de Crespin et Quiévrechain).

### Deuxième tranche (1931)
Elle concerne :
- 30 remorques C⁹Pyfp 15054 à 15083
- 6 remorques ZAB¹⁰syp 23528 à 23533 avec cabine de conduite

Pour cette tranche, pratiquement rien ne distingue les caisses de celles des voitures dites Talbot créées par l’OCEM. Elles sont aussi de construction rivetée, avec rivets apparents. Les différences principales avec la tranche précédente sont l'absence de biseau aux extrémités, les portes coulissantes et les baies semi-ouvrantes (dites à guillotine). Les baies vitrées voisinant les portes sont réduites de moitié pour laisser la place aux caissons de portes. Par contre, les baies d’extrémité sont de taille normale, le biseau ayant disparu. Sur les C⁹P, un compartiment d'extrémité aménagé en fourgon postal ne comporte que des strapontins le long des parois latérales. Les toitures sont un peu plus plates que celles de la tranche précédente.

### Troisième tranche (1937)
Il s’agit d’un complément au parc :
- 7 motrices ZC⁹Eyp 23181 à 23187
- 7 remorques ZAB¹⁰syp 23534 à 23540 avec cabine de conduite
- 22 remorques C⁹Pyfp 17084 à 17105
- 9 remorques C¹¹yfp 17106 à 17114

Cette fois, des améliorations notables sont apportées au matériel qui est maintenant de construction soudée. Comme pour la tranche précédente, les C⁹P comportent un compartiment d'extrémité aménagé en fourgon postal. Pour les motrices, équipées de sièges plus confortables et de toilettes, les établissements Soulé construisent la caisse et la partie mécanique, Schneider sous licence Westinghouse la partie électrique. Des moteurs Jeumont remplacent, à puissance égale, ceux fournis par General Electric.
Si on récapitule les trois tranches, le PO puis la SNCF disposent donc de :
- 87 motrices
- 114 remorques ordinaires
- 40 remorques avec cabine de conduite

On arrive ainsi à un parc répondant à peu près aux spécifications initiales : une motrice pour deux remorques pouvant circuler par rames de 9 voitures, avec une réserve de motrices forte de 10 unités.
À l'origine, les Z 4100 sont limitées à 90 km/h mais, à la faveur des grandes révisions générales réalisées entre 1953 et 1964, la vitesse limite d’une majorité d’unités est portée à 100 km/h.

### Évolutions et renumérotations
En 1944, la Z 23177 est détruite par bombardement à Juvisy.
À la réforme de 1950, la SNCF attribue à cette série l’indice 4100. Le matériel est renuméroté en
- 86 Z 4101 à 4187 ex 23101 à 23187
- 53 ZR 24101 à 24153 ex 17001 à 17053
- 9 ZR 24154 à 24162 ex 17106 à 17114
- 30 ZR 24201 à 24230 ex 15054 à 15083
- 22 ZR 24231 à 24252 ex 17084 à 17105
- 40 ZS 14101 à 14140 ex 23501 à 23540

Pour faire face aux périodes de fort trafic estival, les 24201 à 24210 sont affectées momentanément au parc grandes lignes sous les numéros 48001 à 48010. Ce sous-parc équipé à l’occasion de toilettes et autorisé à 125 km/h est finalement réintégré à la banlieue en 1962.
Les Z 4123 et 4157 sont utilisées pour des essais sous 20 kV en Savoie, avec les ZR 24144 et 133. L’ensemble forme deux éléments numérotés Z 9051 – ZS 19051 et Z 9052 – ZS 19052. À la fin de ces essais, la Z 9051 est remise au type 1500 V en 1963 sous son numéro 4123, la ZS 19051 sous le numéro 14156, les deux autres engins étant amortis en 1968.
Cependant, la répartition des 154 remorques n’est pas satisfaisante, le nombre d’éléments non-réversibles dits de « forcement » (presque la moitié du parc) n’étant pas un gage de souplesse puisqu'ils ne sont pas autonomes (ils n'ont qu'une cabine de conduite).
Huit remorques, les 24212, 215, 220, 221, 225 à 228 deviennent donc les ZS 14141 à 14148 après équipement avec une cabine de conduite. Leur prélèvement dans le parc des 20 24211 à 24230 provoque une numérotation discontinue des ZR 24200 restantes.
Sept remorques, du parc précédemment affecté aux grandes lignes 24201 à 24210 sont à leur tour transformées en 7 ZS 14149 à 14155 ce qui relève le nombre d’éléments réversibles à trois caisses à un niveau plus acceptable.
Ces transformations ont changé la structure du parc qui comprend maintenant :
- 85 Z 4101 à 156, 158 à 176, 178 à 187
- 97 ZR 24101 à 132, 134 à 143, 145 à 162, 208 à 211, 213, 214, 216 à 219, 222 à 224, 229 à 252
- 56 ZS 14101 à 156

Cette distribution restera stable jusqu’en 1966.
Le 1er mars 1965 est marqué par la réception des trois premières remorques ZR 25300 qui annoncent la relève.
La réutilisation des Z 4100 hors de la banlieue est déjà décidée. Si la région sud-est a décliné leur utilisation sur les lignes autour de Lyon, la région sud-ouest leur fera assurer tout son service omnibus. À cette fin, l’adaptation des éléments de forcement non réversibles est indispensable. Elle nécessite la transformation de 24 remorques à portes coulissantes ex 17084 à 17114 en remorques avec cabine de conduite sous les numéros ZS 14158 à 14181 (mixtes 1°/2°) et ZS 14217 à 14220 (2e classe seulement).
Les engins de Bordeaux sont réintégrés au parc de Paris-Sud-Ouest en 1966 pour être transformés par les ateliers de Vitry.
Les 14141 à 14156 sont déclassées en ZRBx (2e classe seulement) et renumérotées 14201 à 14216.
À l’issue de ce travail, la région sud-ouest dispose de 80 éléments réversibles à deux ou trois caisses toutes équipées de toilettes, les compartiments de 1re étant équipés de sièges nouveaux apparentés à ceux des voitures USI contemporaines.
Par exception, 4 éléments destinés aux navettes des Aubrais à Orléans et de St-Pierre-des-Corps à Tours ne sont pas équipées de toilettes, leurs faces latérales sont ornées d’une bande de couleur crème entre la toiture et la ceinture de caisse, et leur vitesse limite rabaissée à 65 km/h. Ce petit parc comporte initialement les motrices Z 4160, 164, 171 et 173, les remorques 24101, 106, 109 et 122 et 14108, 111, 112 et 120.
La répartition finale du parc est donc devenue (selon la notation résultant de la mini-réforme de 1965) :
- 85 Z 4101 à 4156, 4158 à 4176, 4178 à 4187
- 69 ZRB 24101 à 24132, 134 à 143, 145 à 155, 162, 208 à 211,213,214,216 à 219,222 à 224, 229,230
- 64 ZRABx 14101 à 14140 et 14158 à 14181
- 20 ZRBx 14201 à 14220

## Utilisation

### Banlieue parisienne

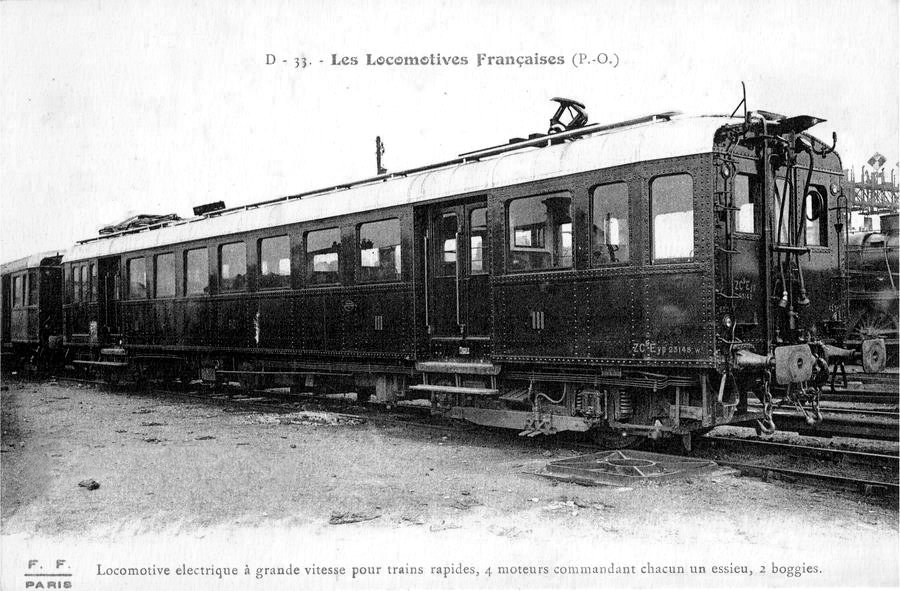
PO Z 23148 avec ses deux types de pantographe.

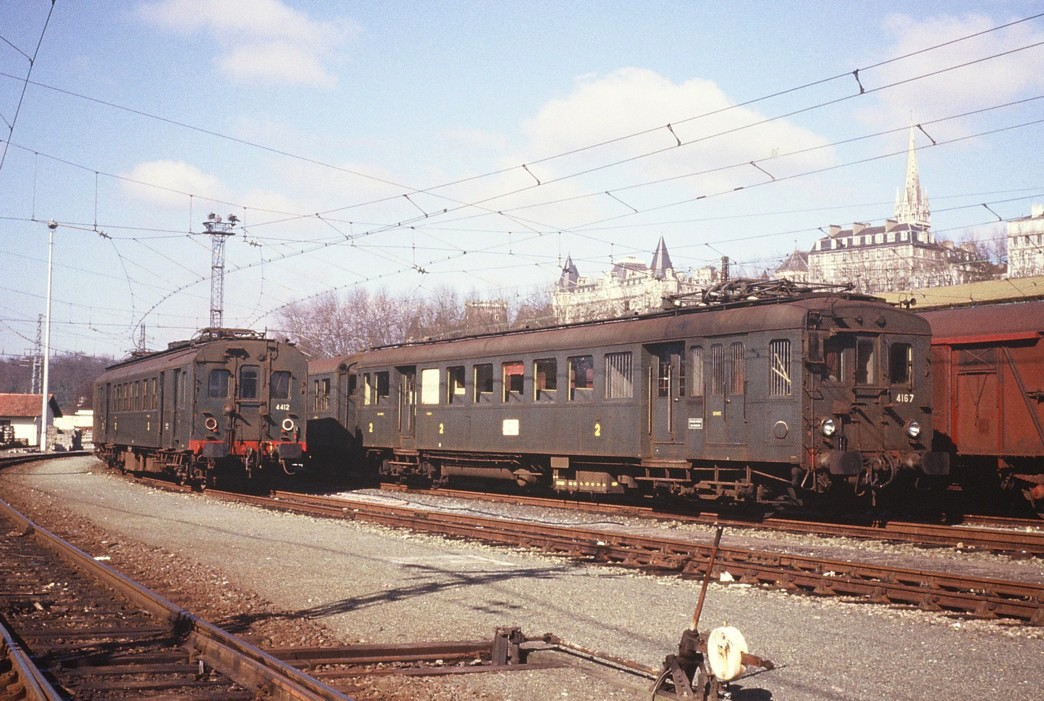
La Z 4167 à Pau en 1980).

Lors de la sortie des premiers exemplaires, en 1924, la section Paris-Juvisy n'est pas encore électrifiée par caténaire. Certaines automotrices sont munies de frotteurs et d’un petit pantographe pour capter le 600 V. Dans cet état, elles vont remplacer les motrices de première série Z 23000 à la traction de rames de voitures à deux essieux et portières latérales encadrées par deux motrices, rames dites « composites ».
Toutes sont affectées au dépôt de Paris-Sud-Ouest.
Avec la réception des remorques de la dernière tranche, il devient enfin possible de faire circuler aux heures de pointe une majorité de rames de 9 caisses de la série. Les Z 4100 prennent alors totalement en charge la desserte de la banlieue sud-ouest, de Paris-Quai d’Orsay à Étampes, Dourdan et Orly.
Les rames sont formées d’un à trois éléments triples, soit réversibles, « nord » ou « sud » selon l’orientation de la motrice, soit non réversibles dits « forcement ». L’organisation changera avec le temps. Ainsi, une illustration de l’époque montre l’organisation de deux types de rames : Z ZR ZR Z ZR ZRx ZRx ZR Z (forcement, nord et sud) avec les deux demi-caisses de 1° regroupées ou bien Z ZR ZR Z ZR ZR ZRx ZR Z (forcement, forcement et sud) avec une seule demi-caisse de 1°. L’avantage des éléments « forcement » est une plus grande capacité avec une ou deux remorques comportant un compartiment postal équipé de strapontins à la place d’un compartiment de 1° ou de 2°.
En 1957, l’arrivée de 14 Z 5100 retire aux Z 4100 leurs tournées sur Dourdan ou Étampes. De ce fait, en 1958, les Z 4101 à 4109 sont mutées à Bordeaux avec les remorques nécessaires à la desserte de Bordeaux-Arcachon, les 14141 à 14148 et 24211, 216, 218, 219, 222 à 224, 230. De cette période date certainement l’organisation de toutes les rames selon le schéma « forcement, sud, sud » en vigueur jusqu’en 1968, grâce auquel la position des voitures de 1re classe dans les rames correspond le mieux à celle des Z 5100, en particulier quand l’élément « forcement » est garé hors des périodes de pointe, laissant en circulation des rames de trois ou six caisses.
Le nombre de Z 5300 de la première tranche étant insuffisant, 4 rames de Z 4100 à 9 ou 10 caisses dont 4 motrices sont constituées en 1968 et roulent en renfort en pointe jusqu’en 1972. La composition de ces rames blocs n’a plus rien à voir avec les habitudes précédentes et tient compte au plus près de celle des Z 5300. Dès que le parc de Z 5300 le permet, ces rames blocs sont ventilées dans les autres dépôts de la région marquant ainsi la fin de la présence des Z 4100 en banlieue parisienne.

### Réseau Sud-Ouest

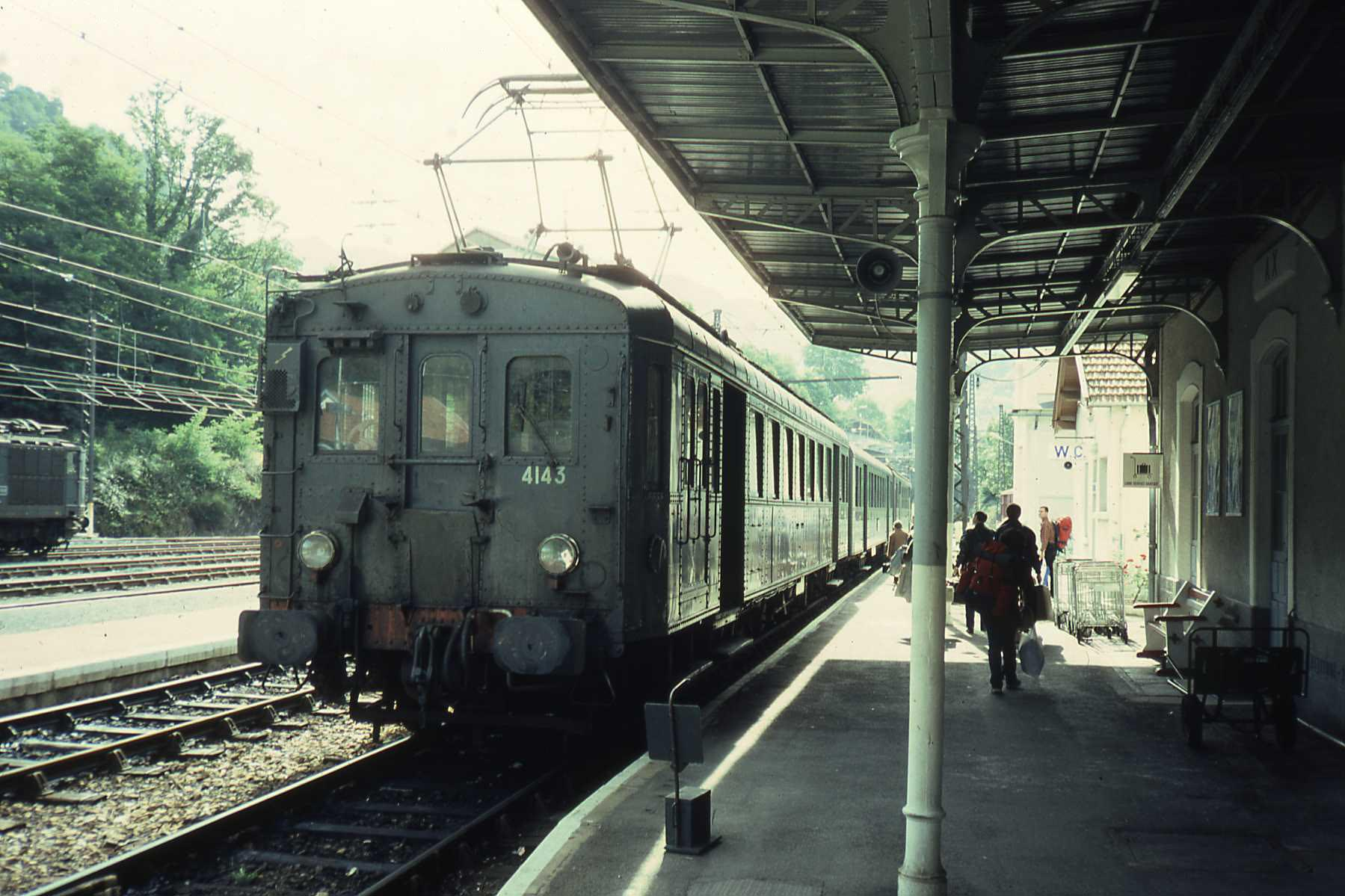
Z 4143 à Ax-les-Thermes en 1981. Les trois caisses appartiennent dans l'ordre aux trois tranches successives, ce qui permet de visualiser les subtiles différences de gabarit entre tranches

L’utilisation en « province » commence en 1958 avec l’utilisation de 8 éléments à trois caisses sur Bordeaux-Arcachon.
Parallèlement, Toulouse utilise les 4185 à 4187 de 1959 à 1962.
Il faudra cependant attendre 1966 pour voir le réseau investi progressivement par le matériel adapté à ses nouvelles fonctions, comme exposé plus haut. Les rames libérées par Paris-Sud-Ouest sont ventilées entre les dépôts de Tours-St-Pierre, Bordeaux, Toulouse, Tarbes et Les Aubrais. Elles parcourent les lignes situées autour de ces dépôts, avec quelques missions à longue distance comme Poitiers-Bordeaux (249 km) ou Tours-Poitiers où elles retrouvent une composition à 9 caisses sur un train du lundi, mais avec trois éléments réversibles.
Parmi elles, les quatre automotrices mentionnées plus haut sont mutées aux Aubrais et à Saint-Pierre-des-Corps pour assurer des navettes entre la gare du centre-ville et la ligne Paris-Bordeaux. Elles seront remplacées en 1979 et 1981 par quatre autres redécorées à la manière des voitures Corail, qui cèderont elles-mêmes la place à des Z 5100 en 1984, mais continueront à assurer des navettes de service à Toulouse jusqu’en 1986, remplacées là aussi par des Z 5100.
Les caractéristiques techniques de la série commencent à être dépassées, en particulier la vitesse limite. Elles ne pourront pas résister longtemps aux 75 Z2 qui peuvent rouler à 160 km/h et qui arrivent au dépôt de Bordeaux dès 1980. Leur activité se réduit progressivement et elles cessent toute circulation commerciale en 1984. 

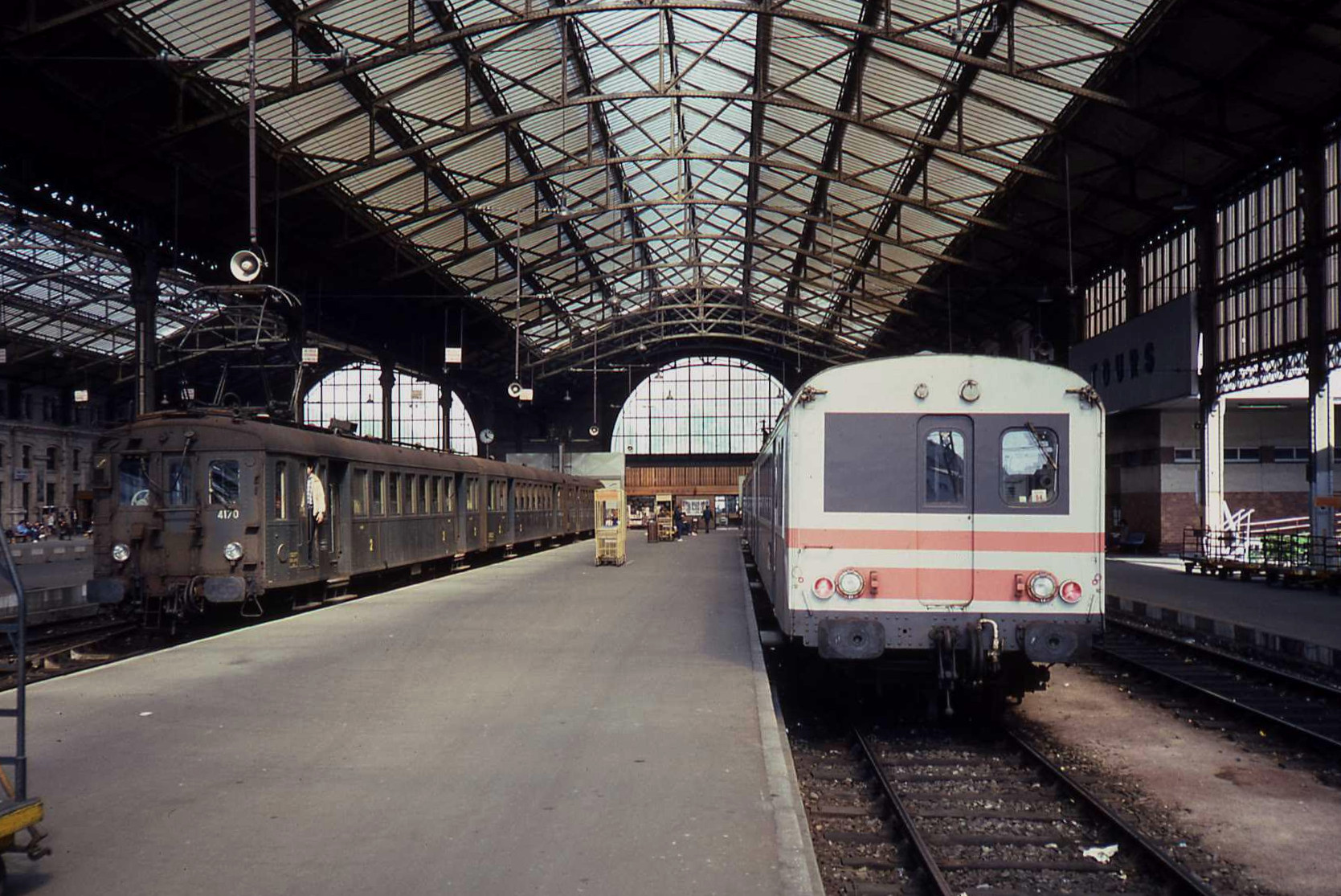
Z 4170 en gare de Tours en 1983, accompagnée d'une navette « Corail ».

## Automotrice préservée

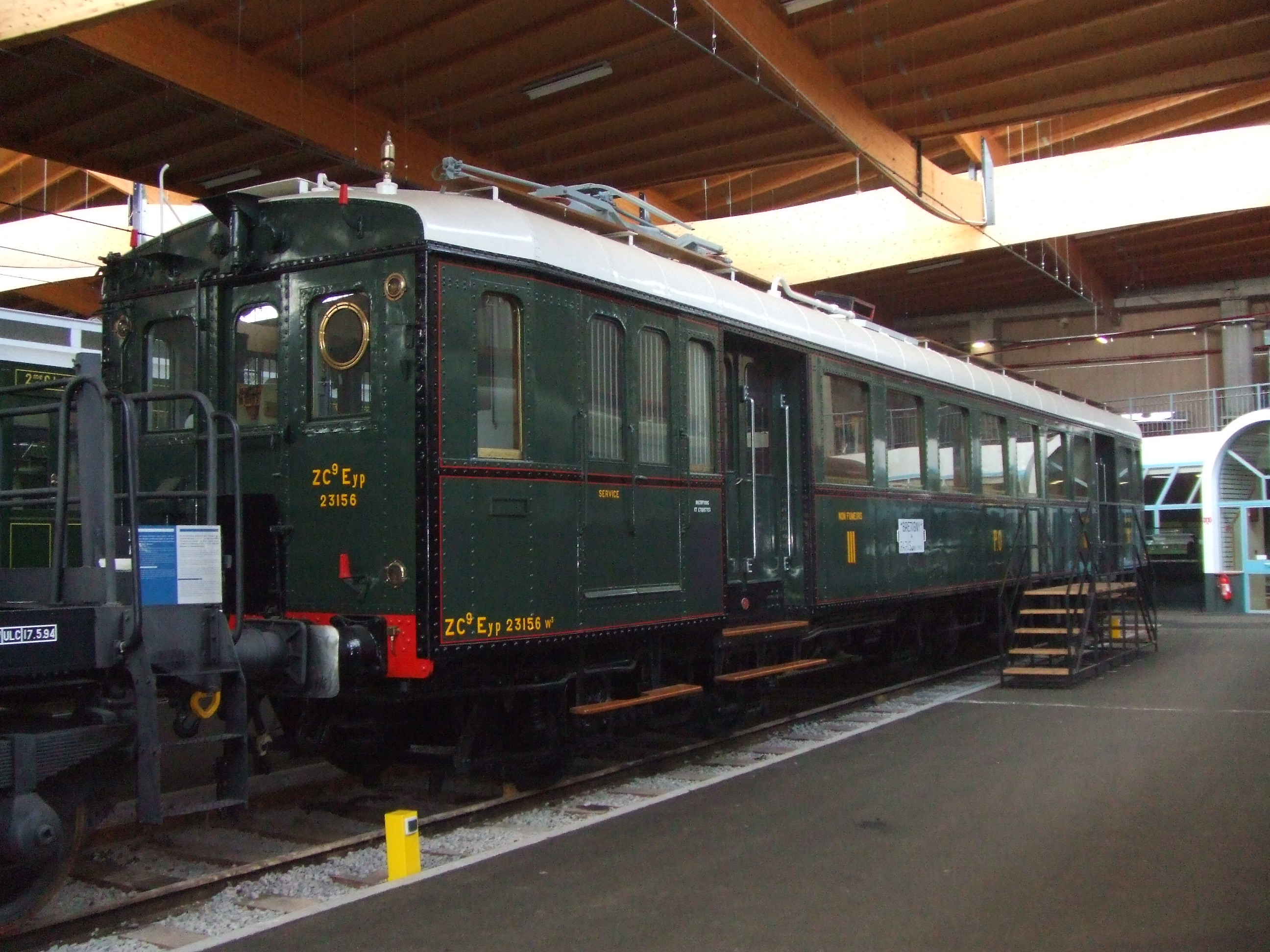
La Z 23156 à la Cité du train.

La Z 4156 est préservée à la Cité du train de Mulhouse. Elle est restaurée dans son aspect initial, avec notamment une toiture blanche, et retrouve son immatriculation d'origine PO. Radiée à Bordeaux en janvier 1984, elle est restaurée aux ateliers SNCF de Vitry-sur-Seine et acheminée vers Mulhouse le 11 février 1995.

## Modélisme
Les Z 4100 ont été reproduites à l'échelle HO par l'artisan ApocopA sous forme de transkit (caisse en résine à monter sur un châssis de son choix).
L' artisan (suédois?) Perll-modell les a également produites (en kit).
Les éditions Atlas ont produit un exemplaire (rare) de la Z 4100 avec deux remorques.
L'artisan Transmondia en produit une à l'échelle N au 1/160ème.